# Баш-Беркутово
Баш-Беркутово (баш. Баш-Бөркөт) — деревня в Кугарчинском районе Республики Башкортостан Российской Федерации. Входит в состав Максютовского сельсовета. 

## География

### Географическое положение
Расстояние до:
- районного центра (Мраково): 50 км,
- центра сельсовета (Максютово): 10 км,
- ближайшей ж/д станции (Тюльган): 52 км.

## Население
| 2002 | 2009 | 2010 |
| ---- | ---- | ---- |
| 3    | →3   | ↘2   |

Национальный состав
Согласно переписи 2002 года, преобладающие национальности — татары (67 %), русские (33 %).